# Nils Bildt
Nils Gustaf Knut Bildt, född 22 maj 1889 i Hedvig Eleonora församling i Stockholm, död i samma församling 29 augusti 1969, var en svensk friherre och officer. Han tillhörde ätten Bildt.

## Biografi
Bildt blev underlöjtnant vid Svea livgarde (I 1) 1909 och löjtnant 1911. Han var kapten i Generalstaben 1921–1927 och 1929–1931 samt däremellan vid Svea livgarde 1927–1929. Han var byråchef vid järnvägsstyrelsens militärbyrå 1930–1932. Bildt befordrades till major i Generalstaben 1931 och till överstelöjtnant i Generalstaben 1935, vid Generalstaben 1936. Han var avdelningschef vid Generalstabens kommunikationsavdelning 1932–1937 och blev överstelöjtnant vid Södra skånska infanteriregementet (I 7) 1937. Bildt blev överste och chef för Hallands regemente (I 16) 1938. Han överfördes till avgångsstat 1942 och tillhörde reserven 1949–1954. Bildt blev ledamot av Kungliga Krigsvetenskapsakademien 1932. Han blev riddare av Svärdsorden 1930 och av Vasaorden 1936 samt kommendör av andra klassen av Svärdsorden 1941 och kommendör av första klassen 1949.
Nils Bildt var son till general Knut Bildt och friherrinnan Hélène Åkerhielm och blev friherre vid kusinen Harald Bildts död 1947. Han gifte sig 1917 med Fritze Sneedorff-Willemoës (1890–1986) från Danmark, dotter till kammarjunkare Fredrik Sneedorff-Willemoës och Emely Blom. De fick fyra barn: överstelöjtnanten friherre Knut Bildt (1918–1972), generalsekreteraren Daniel Bildt (1920–2010, far till politikern Carl Bildt), byråchefen Hugo Bildt (1923–2003) och generaldirektören Henric Bildt (1929–2003). Makarna Bildt är begravda på Solna kyrkogård.